# Парламентские выборы в Черногории (1911)
Парламентские выборы в Черногории 1911 года — выборы парламента Черногории, которые были проведены 27 сентября 1911 года.

## Обзор
Это были первые парламентские выборы в Черногории после провозглашения государства Королевством в 1910 году. Хотя Истинная народная партия была единственной легальной политической организацией в стране, группа членов запрещённой оппозиционной Народной партии (клубаши) баллотировалась в качестве независимых кандидатов.

## Результаты
Выборы привели к переизбранию премьер-министра Лазара Томановича и правительство Партии истинного народа, которое было безоговорочно лояльно правительству Николы I Петровича. Правительство Томановича было возвращено к власти подавляющим большинством голосов.

## Последствия
31 октября 1911 года состоялось новое собрание парламента Черногории. Однако, когда 11 декабря был избран председатель парламента, кандидат от правительства потерпел поражение, что привело к целой отставке правительства.